# Edno
Edno, właśc. Edno Roberto Cunha (ur. 31 maja 1983 w Lages) – brazylijski piłkarz grający jako skrzydłowy lub napastnik.

## Sukcesy

### Klubowe
Wisła Kraków
- Ekstraklasa: 2003-04

Botafogo
- Campeonato Carioca: 2010

Corinthians
- Série A: 2011

Portuguesa
- Série B: 2011